# Графство Каценелнбоген
Графството Катценелнбоген (на немски: Grafschaft Katzenelnbogen; на латински: Cattimelibocus) е имперско графство на Свещената Римска империя на Среден Рейн от 1095 до 1479 г. От 1479 г. ландграфовете на Хесен имат титлата граф на Катценелнбоген. До днес титлата е част от фамилното име в Дом Хесен. Други носители на титлата са още управляващите фамилии, великият херцог на Люксембург и също така кралят на Нидерландия. Резиденция на графовете е замък Катц в днешния град Катценелнбоген.

## История
От 1094 г. Дитер I (* 1065, † 1095) и синът му Хайнрих I († 1102) построяват замък Катценелнбоген. През 1138 г. те носят за пръв път титлата граф, която Хайнрих II поема и наследява графство в Крайхгау (южно от Хайделберг). През 1190 г. графовете стават фогти и строят замък Хоенщайн на Аар, по-късният управителен център на графството.
Дитер IV († 1245) построява през 1228 г. замък Лихтенберг и се нарича comes de Lichtenberg. Дитер V († 1276) построява през 1245 г. замък Рейнфелс на лявия бряг на Рейн и получава митата от корабите. Брат му Еберхард I († 1311) е съветник на трима крале, на Рудолф I, Адолф от Насау и Албрехт I.
През 1260 г. територията на графството е разделено на две главни части от синовете на граф Дитер IV фон Катценелнбоген и Хилдегунде фон Еберщайн на така наречените Долно графство (около Катценелнбоген, на Дитер V, основател на старата линия) и Горно графство (около Дармщат на Еберхард I, основател на младата линия). Тяхната сестра Аделхайд († 1288) се омъжва преди 1250 г. за Валрам II († 1276), граф на Насау и е майка на крал Адолф от Насау (от 1292 до 1298).
Двете линии се обединяват отново през 1402 г. чрез свързването на Йохан IV фон Катценелнбоген (млада линия) през 1385 г. с Анна фон Катценелнбоген (стара линия).